# Александра Начева
Александра Начева е българска състезателка по троен скок.
Започва кариерата си с опити в скока на дължина и тройния скок. През 2017 година печели сребърен медал в тройния скок на световното първенство до 18 години в Найроби, Кения. През 2018 година на европейското първенство в Гьор, Унгария отново печели сребърен медал в тройния скок.
На 15 юли 2018 година печели златен медал на световното първенство по лека атлетика до 20 години в Тампере, Финландия. По този начин става първия български атлет постигнал това след успеха на Тезджан Наимова през 2006 година в същата възрастова група. Начева става и втория български атлет спечелил младежки златен медал в тройния скок след Тереза Маринова (14.62 м) през 1996 година в Атланта.

## Рекорди
| Дисциплина             | Резултат | Дата             | Място            | Състезание                        | Бележки          |
| ---------------------- | -------- | ---------------- | ---------------- | --------------------------------- | ---------------- |
| Скок на дължина        | 6,24 м   | 9 юни 2018       | Истанбул, Турция | Балкански шампионат под 18 години | (wind: +2.6 m/s) |
| Троен скок             | 14,35 м  | 9 юни 2024       | Рим, Италия      | Европейско първенство             |                  |
| Скок на дължина в зала | 6,08 м   | 28 януари 2018   | Букурещ, Румъния |                                   |                  |
| Троен скок в зала      | 13,43 м  | 10 февруари 2018 | София, България  |                                   |                  |